# Lámpara de sulfuro

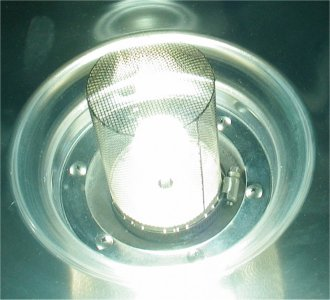
Lámpara de sulfuro

La lámpara de sulfuro es un sistema de iluminación sin electrodos de espectro completo altamente eficiente, cuya luz es generada por el plasma de azufre que ha sido excitado por radiación de microondas. Son un tipo particular de lámpara de plasma, una de las más modernas. La tecnología se desarrolló a principios de los años noventa, pero aunque parecía inicialmente muy prometedora, la iluminación con azufre fue un fracaso comercial a finales de los años noventa. Desde 2005, se fabrican nuevamente lámparas para uso comercial.

## Calidad de la luz emitida
El plasma de azufre está compuesto principalmente por moléculas dímeras (S2), que generan la luz a través de la emisión molecular. A diferencia de la emisión atómica, el espectro de emisión es continuo en todo el espectro visible. Hasta el 73% de la radiación emitida está en el espectro visible, con una pequeña cantidad en energía infrarroja y menos del 1% en luz ultravioleta.
El espectro de emisión alcanza un máximo de 510 nanómetros, dando a la luz un tono verdoso. La temperatura de color correlacionada es de aproximadamente 6.000 kelvins con un índice de reproducción cromática de 79. La lámpara puede atenuarse al 15% sin afectar la calidad de la luz.
Se puede utilizar un filtro magenta para dar a la luz una sensación más cálida. Este filtro se utilizó en las lámparas del Museo Nacional del Aire y el Espacio de Estados Unidos en Washington D. C.
La adición de otros productos químicos en la bombilla puede mejorar la reproducción de color. Los bulbos de lámparas de azufre con bromuro de calcio (CaBr2) producen un espectro similar más un pico en longitudes de ondas rojas a 625 nm. Para modificar los espectros de salida también se pueden utilizar otros aditivos como el yoduro de litio (LiI) y el yoduro sódico (NaI).

## Historia
La tecnología fue concebida por el ingeniero Michael Ury, el físico Charles Wood y sus colegas en 1990. Con el apoyo del Departamento de Energía de los Estados Unidos, fue desarrollado en 1994 por Fusion Lighting en Rockville (Maryland), una división de Fusion Systems Corporation. Sus orígenes están en las fuentes de luz de descarga de microondas utilizadas en las industrias de semiconductores e impresión. La división se vendió posteriormente a Spectris plc, y el resto de Fusion Systems fue adquirida posteriormente por la Eaton Corporation.
Sólo se desarrollaron dos modelos de producción, ambos con especificaciones similares: el Solar 1000 en 1994 y el Light Drive 1000 en 1997, que fue una mejora del modelo anterior.
La producción de estas lámparas terminó en 1998. Fusion Lighting cerró su ubicación en Rockville, en febrero de 2003, después de consumir aproximadamente 90 millones de dólares en capital de riesgo. Sus patentes fueron licenciadas al Grupo LG. Sus lámparas se instalaron en más de un centenar de instalaciones en todo el mundo, pero muchas de ellas ya han sido retiradas.
En 2001, Ningbo Youhe New Lighting Source Co., Ltd, en Ningbo, China, produjo su propia versión de lámpara de sulfuro.
En 2006, LG Electronics inició la producción de sus lámparas de sulfuro, a las que denominó Plasma Lighting System (PLS).